# Mélovin
Kosztyantin Mikolajovics Bocsarov vagy művésznevén Mélovin (Odessza, 1997. április 11. –) ukrán énekes és dalszerző. Ő képviselte Ukrajnát a 2018-as Eurovíziós Dalfesztiválon, Lisszabonban.

## Zenei karrier
Zenei karrierje 2015-ben indult, amikor megnyerte az X-Factor című énekes-tehetségkutató verseny ukrán verziójának hatodik évadját.
2017. január 17-én bejelentették, hogy Wonder című dala bejutott Ukrajna eurovíziós dalválasztó műsorába, a Vidbir 2017-be. Először február 18-án, a harmadik elődöntőben lépett színpadra, ahol a zsűri és a nézők szavazatai alapján a második helyen végzett, és továbbjutott a döntőbe. Itt a harmadik helyen zárt.
A következő évben, 2018. január 16-án vált nyilvánossá, hogy Mélovin újra részt vesz az eurovíziós válogatón Under the Ladder című dalával. A  Vidbir február 17-én rendezett második elődöntőjéből a zsűri és a nézők szavazatai alapján 17 ponttal az első helyen jutott tovább a műsor döntőjébe. Február 24-én 11 ponttal megnyerte az utolsó fordulót, miután a zsűrinél a második, a nézők körében az első helyet szerezte meg, és így ő képviselhette Ukrajnát a 63. Eurovíziós Dalfesztiválon, Portugáliában.
2018. augusztus 17-én az odesszai koncertjén mutatta be először a That's Your Role" című dalát.

## Diszkográfia

### Kislemezek
- Ne odinokaya (Не одинокая) (2016)
- Na vzlyot (На взлёт) (2016)
- Wonder (2016)
- Unbroken (2017)
- Hooligan (2017)
- Under the Ladder (2018)